# Carl Nathorst
Carl Evert Nathorst, senare Nathurst, född 20 juni 1861 på Dagsholm i Ödeborgs socken, död i februari 1945 i Manila, var en svensk-amerikansk militär.
Carl Nathorst var son till Hjalmar Nathorst. Han reste som ung till Skottland för att studera jordbruk men begav sig 1882 till USA, där han till en början hade anställning som järnvägsarbetare. När spansk-amerikanska kriget bröt ut antogs han som volontär vid The 13th Minnesota Volunteer Infantry och deltog med utmärkelse i striderna på Filippinerna. Hans regemente återvände 1899 till USA, men Nathorst stannade kvar och slog sig ned som guldgrävare på Luzon. Tillsammans med några kamrater lyckades han utvinna guld för 13.000 dollar och satsade pengarna på ett nytt vaskningsföretag men misslyckades. Nathorst blev på nytt militär och var bland annat med om att slå ned ett uppror på Tahiti. 1901 utnämndes han till andre löjtnant i polisväsendet i Manila, där han blev en av de ledande vid organiserandet av USA:s gendarmeri. Han deltog i pacificeringen av de filippinska självständighetssträvandena och organiserade 1906–1907 fälttåget mot huvudjägarstammarna på öarna. 1927 blev han chef över poliskåren på Filippinerna med brigadgenerals rang. 1932 lämnade han aktiv tjänst. Som pensionerad levde han i Manila. När japanerna ockuperade Filippinerna 1942, kom han i japansk fångenskap. Han innebrändes tillsammans med sin hustru och dotter i fångbaracken när japanerna efter den amerikanska landstigningen satte eld på staden.
Nathorst donerade etnografiska samlingar till svenska etnografiska museer.